# Ксоан

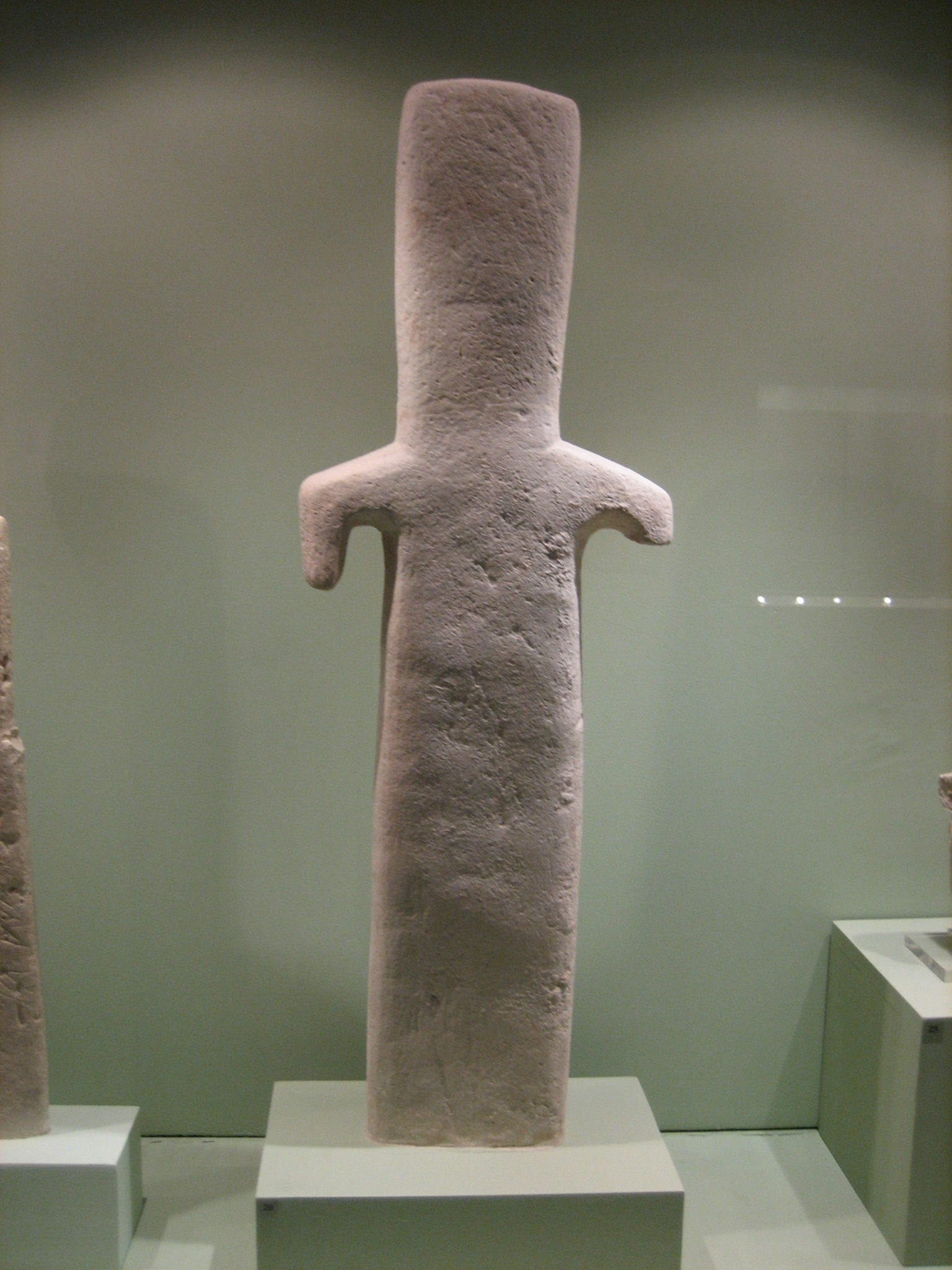
Культовая статуэтка
мел, кикладская культура, 1900–1800 гг. до н. э.,
Музей кикладского искусства, Афины
Максимально простые формы скульптуры раннего периода дают представление о том, на что могли быть похожи объекты поклонения следующей эпохи

Миниатюрные повторения ксоанов позднего периода
дерево, высота — 18,8 см и 16,7 см; конец VII в. до н. э.
Национальный музей, Сиракузы

Ксо́ан, ксоанон (греч. ξόανον, мн.ч. ξόανα от ξέειν «обтёсывать») — древнегреческое архаичное культовое изображение, статуя, идол, вырезанный из дерева. Первоначально — простой деревянный столб, воплощавший божество, по мере развития — грубо вырезанные статуи богов из различного материала, в которых намечены лишь важнейшие, основные формы и пропорции человеческого тела. Предшествовал появлению круглой культовой антропоморфной статуи.
Объекты, дошедшие до времен классической Греции, чрезвычайно почитались в качестве древнейших культовых предметов, имеющих непосредственную связь с богами. Одним из самых знаменитых ксоанов был палладиум, хранившийся в афинском Эрехтейоне и, по преданию, упавший с неба.
Термин используется современными учеными и для характеристики подобных деревянных культовых предметов других народов и исторических эпох.

## Термин

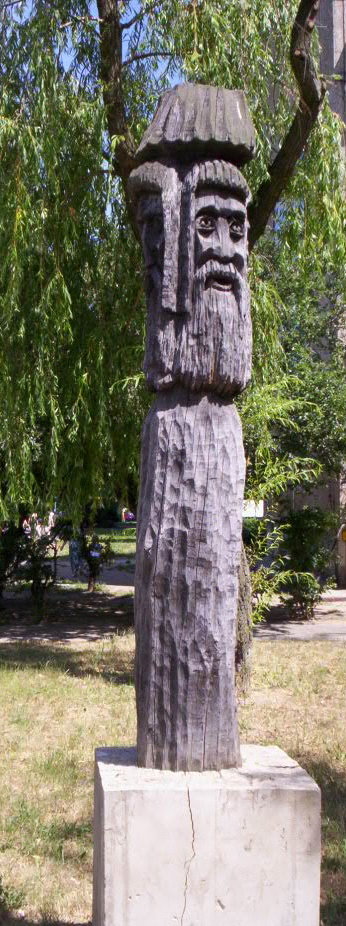
Современная деревянная статуя, вырезанная из столба

Этимология слова подразумевает «обтёсанность» (никак не уточняя материал изображения), что позволяет противопоставить ксоаны необработанным камням, какими были старинные фетиши. Тем не менее, как показывают современные исследования, узкое употребление слова «ксоан» в значении древней деревянной культовой статуи появилось лишь в поздней античности. По-видимому, впервые это слово вошло в употребление в V веке до н. э. как обозначение самых разных высококачественных произведений ремесленного искусства, и вскоре закрепилось за изображениями богов независимо от их возраста, стиля или материала. В III—II веках до н. э. значение слова начинает постепенно сужаться до культовых статуй богов (храмовых статуй и вотивных изображений); у Дионисия Галикарнасского и Страбона оно уже означает исключительно культовое изображение, но по-прежнему может относиться к статуям любого возраста, стиля или материала (Страбон называет ксоаном даже фидиевскую статую Зевса в Олимпии). Еврипид в «Троянках» употребляет слово «ксоан» по отношению к троянскому коню, наравне со словом βρέτας («bretas»), обозначающим культовое изображение бога.
Позднее, в сочинениях Плутарха и Климента Александрийского, слово «ксоан» может выступать как в значении статуи бога вообще, так и в более узком значении — характеризуя древний стиль и материал дерево: Климент обозначает им грубо обработанные деревянные или каменные столбы-идолы, а Плутарх — деревянные статуи богов. Павсаний также употребляет слово «ксоан» в последнем значении, относя его исключительно к древним изображениям (что, по мнению ряда исследователей, не соответствует обычному употреблению того времени, которое могло относить слово «ксоан» не только к древним, но и относительно новым статуям).
Павсаний является наиболее обильным источником информации о ксоанах. Он противопоставляет их обычным статуям, для которых использует слово ἄγαλμα («agalma»). Согласно исследователям, Павсаний употребляет слово «xoanon» 97 раз, говоря о старинных деревянных статуях, а слово «agalma» — 694 раза, говоря об обычных круглых статуях, что свидетельствует об отчётливом терминологическом употреблении слова «ксоан». Таким образом, именно Павсаний ввел «ксоан» как термин, использующийся современной историей искусства.

## Характеристика

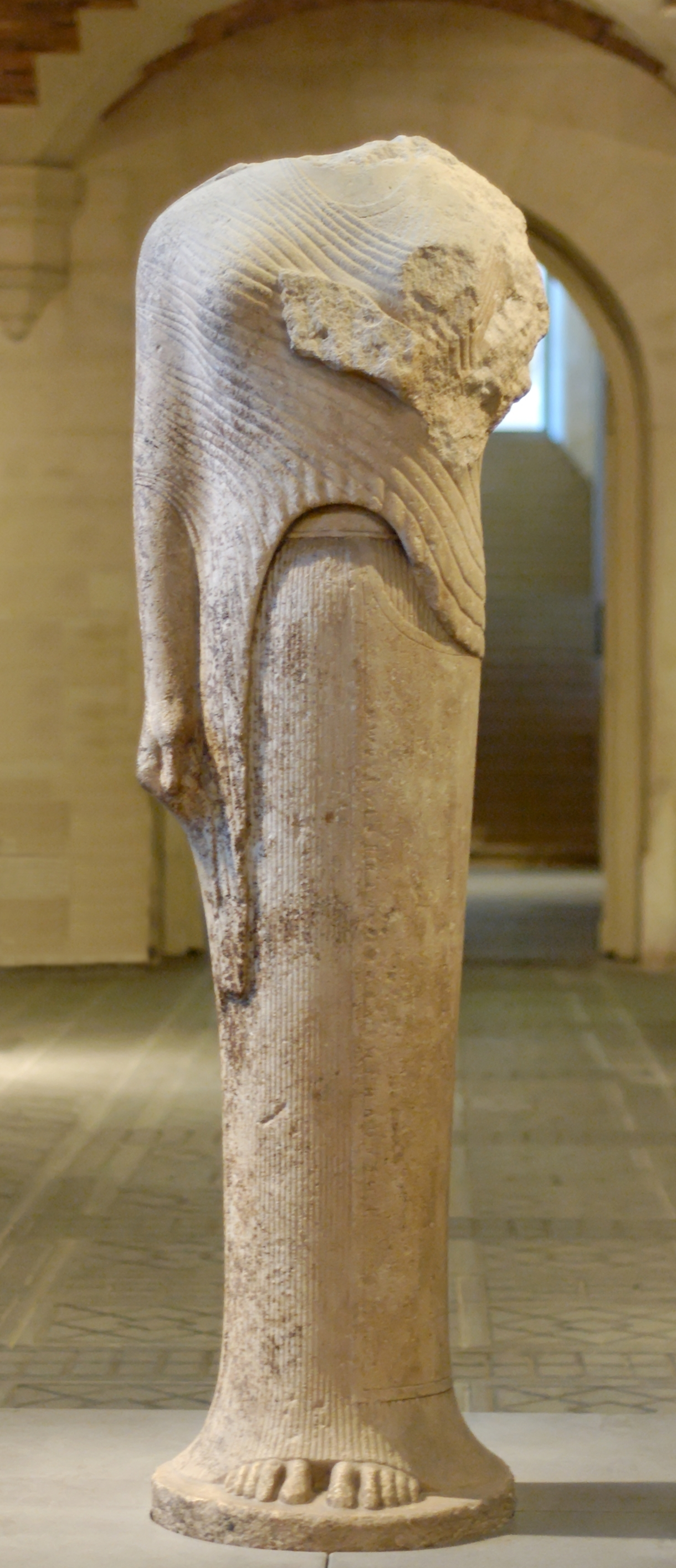
«Гера Самосская» — кора архаического периода. Статуя изготовлена из известняка, но даёт некоторое представление о том, как могли относиться к трактовке человеческого тела скульпторы предшествующего периода

В современной науке считается, что периодом создания ксоанов греческими скульпторами является конец VIII — начало VII в. до н. э.. Греческие авторы склонны были относить их создание к мифической эпохе. Наличие аналогов ксоанов в других индоевропейских культурах (например, Збручский идол) может свидетельствовать о том, что их прообразом были сакральные столбы ямной культуры.
Первоначальные (гомеровского периода) ксоаны, скорее всего, представляли собой, по-видимому, грубо обработанный ствол дерева или блок камня, завершённый еле намеченным изображением головы и черт лица.
По словам Павсания, статуи делали из эбенового дерева, кипариса, кедра, дуба, тиса и лотоса (Paus. VIII 17, 2).
Греческие писатели называют древнейшие ксоаны четырёхгранными и сообщают, что у них были закрытые глаза, прижатые к бокам руки (Diod. Sic. IV, 76), a иные вовсе не имели ни глаз, ни рук, ни ног (Tzetz. Chil. I, 538) и т. д.
Наиболее характерная черта ксоанов, по мнению исследователей, именно их получеловеческий облик. В них усматривают переходную стадию между совершенно лишёнными человеческого образа фетишами и вполне антропоморфными изображениями.
Искусствоведы отмечают следы привычки работы по дереву в культовых статуях, относящихся к следующему периоду развития — архаике, и выполненных уже из известняка — это жесткие, сильные линии, вызванные спецификой материала («архаические каменные статуи долго сохраняют следы форм, вызванных инструментами резьбы из дерева — ножом и пилой. („Гера“ с острова Самос, в Лувре, круглая, как столб, с вертикальными складками одежды, подобными каннелюрам колонны, „Артемида“ с острова Делос, в Афинах, плоская, как доска)»). Пористый известняк стал промежуточной ступенью при переходе от дерева к мрамору. Считается, что первые, несохранившиеся, куросы и коры были именно деревянными.

## Сохранность
Известные по многочисленным упоминаниям античных авторов ксоаны не дошли до наших дней из-за своего уязвимого материала — древесины.
«Некоторое понятие об этой скульптуре могут дать геометрически упрощенные бронзовые изображения богов, найденные при раскопках храма в Дреросе на Крите, построенного в VIII в. до н. э. дорийцами, уже задолго до того поселившимися на этом острове».

Из-за подверженности дерева гниению они не сохранились, и об их существовании нам известно из упоминаний древних писателей. Уцелели лишь деревянные (высотой около 20 см) повторения ксоанонов, найденные не так давно археологами в древнегреческих погребениях острова Сицилия. Божества (трудно сказать какие) представлены в этих статуэтках прямостоящими, со слегка поднятыми к небу лицами, спускающимися на плечи завитыми волосами, плотно прижатыми к туловищу руками. Эти фигурки в длинных до пят одеяниях, несмотря на небольшие размеры, исполнены величавого спокойствия и глубокого сознания своего совершенства. (Проф. Соколов)

Сообщается также, что обнаружить настоящие древние ксоаны все-таки удалось: «деревянные изображения, известные под названием „ксоан“, исчезли практически полностью, за исключением трех, обнаруженных в серном источнике на территории сицилийского Пальма-ди-Монтекьяро; они датируются VII—VI веками до н. э.»

## Описания античных авторов
- Павсаний сообщает, что также подобные изображения называли «дедалами» и, по его мнению, знаменитый мастер Дедал получил имя от них, а не наоборот[10]. В его описании подчеркиваются древность и примитивность ксоанов, их необычность для греков его времени. В отличие от привычных греческому глазу мраморных статуй, ксоан воплощает сверхъестественные качества божества[11]. В своем «путеводителе» по Греции он перечисляет несколько десятков деревянных статуй, но многие из них, очевидно, не являются в полном смысле архаическими.

## Список ксоанов
- Афинский палладиум (в Эрехтейоне)
- Ксоан Артемиды Таврической в Бравроне в Аттике (Paus. I 23, 7; 33, 1).
- Статуя Геры в святилище на Самосе (Clem. Alex. Protr. 46, 3; 47, 2).
- Согласно Плинию, изображение бога Тина в Популонии (Тоскана) было ксоаном, вырезанным из корня виноградной лозы (Plin. NH XIV.2).
- Саламин: ксоан Аякса
- Тиринф: ксоан Геры из груши, доставленный аргивлянами. Согласно Павсанию, изображал сидящую фигуру

Работы Дедала:
- - статуя Геракла в Фивах
  - статуя Трофония в Лебадии
  - Бритомартис — в Олунте, Крит
  - Афина — у жителей Кноса

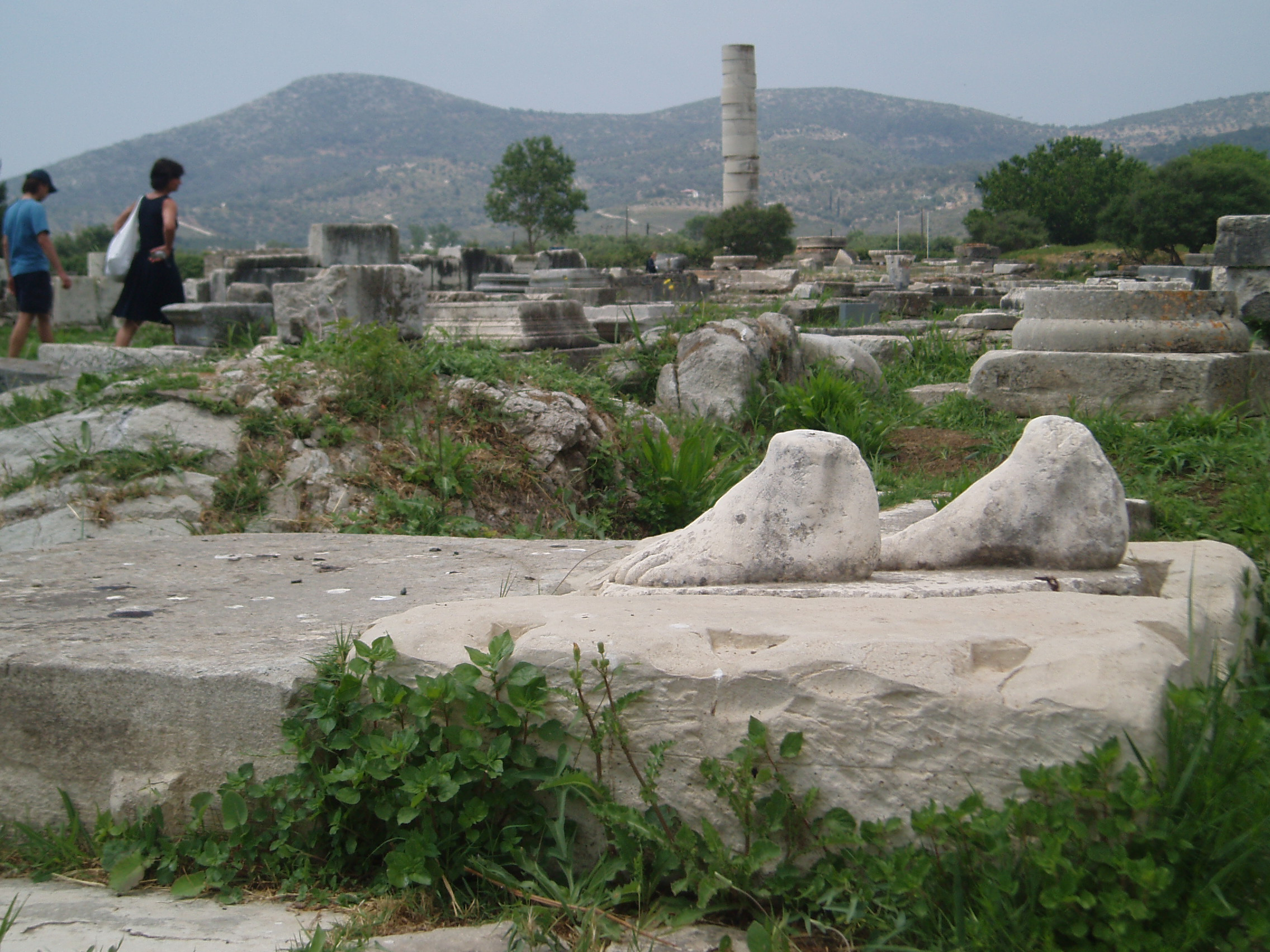
Развалины Самосского Герайона

  - Ксоан Афродиты работы Дедала, который Ариадна захватила с Крита. Посвящён Тесеем Аполлону на Делосе, «правая рука попорчена от времени, внизу же вместо ног у неё четырёхугольная колонна» (Paus. IX 40, 4).
- Статуя Ники Аптерос в Афинах (Paus. V 26, 6).
- В храме Илифии в Афинах: два изображения с Крита (дар Федры), самое древнее привез Эрисихтон с Делоса (Paus. I 18, 5).
- Статуи Пана на островке Пситталея близ Саламина (Paus. I 36, 2).
- Изображение Диониса, перенесенное из Элевтер в Афины (Paus. I 38, 8).
- Изображения Аполлона Архегета, Аполлона Пифийского и «Десятинополучающего» в храме Аполлона в Мегарах сделаны из эбенового дерева (Paus. I 42, 5).
- Изображение Диониса в его храме в Мегарах работы Полиида (Paus. I 43, 5).
- Изображение Артемиды в её храме в Кенхреях (Paus. II 2, 3)
- Диоскуры и Тиха в храме на акрополе Сикиона (Paus. II 7, 5).
- Статуя Геракла работы Лафая из Флиунта в Сикионе (Paus. II 10, 1)
- Статуя Артемиды, доставленная из Фер в Сикион (Paus. II 10, 7)
- Статуи Корониды, Диониса, Гекаты, Афродиты, Матери богов и Тихи в храме Асклепия в Титане близ Сикиона (Paus. II 11, 7.8).
- Статуи Аполлона Ликийского, Зевса и Артемиды в Аргосе, посвящённая Данаем в храм Аполлона, там же статуя Афродиты работы Эпея и статуя Гермеса, посвящённая Гипермнестрой (Paus. II 19, 3.6.7).
- Статуя Диониса близ Аргоса, привезенная из Евбеи (Paus. II 23, 1).
- Статуя Зевса Ларисейского на акрополе Аргоса, там же статуя трехглазого Зевса, привезенная Сфенелом (Paus. II 24, 3).
- Статуи Афродиты и Ареса в Аргосе, посвящённые Полиником и аргивянами (Paus. II 25, 1).
- Статуя Артемиды в Орнеях (Paus. II 25, 6).
- Статуя Афины в селении Лесса на дороге в Эпидавр (Paus. II 25, 10).
- Афина Киссея (Из плюща) на акрополе Эпидавра (Paus. II 29, 1).
- Статуя обнаженного Аполлона на Эгине (Paus. II 30, 1).
- Изображение Гекаты работы Мирона на Эгине (Paus. II 30, 2).
- Статуи Авксесии и Дамии на Эгине, сделанные из оливкового дерева (Paus. II 30, 4).
- Статуи Диоскуров в Трезене работы Гермона из Трезена (Paus. II 31, 6).
- Статуя Афины Сфениады в Трезене работы эгинца Каллона (Paus. II 32, 5).
- Статуи Анактов-Диоскуров по дороге в Лерну (Paus. II 36, 6).
- Статуя Диониса Саота в позе сидящего в роще Лерны (Paus. II 37, 2).
- Статуя Афродиты Геры в Спарте (Paus. III 13, 9).
- Изображение Фетиды в Спарте, перенесенное из Мессении (Paus. III 14, 4.5).
- Статуя Асклепия Агнита в Спарте, сделанная из дерева «агнца», родственного иве (Paus. III 14, 7).
- Статуя Эниалия, закованного в цепи, с тем же смыслом, что и Ника Аптерос (Paus. III 15, 7).
- Статуя вооруженной Афродиты Ареи (Paus. III 15, 10; 17, 5).
- Небольшое изображение Артемиды Ортии в Спарте (Paus. III 16, 7-11).
- Статуя Афины Алеи по дороге в Ферапну (Paus. III 19, 7).
- Статуя Орфея работы пеласгов в храме Деметры Элевсинской у Тайгета (Paus. III 20, 5).
- Изображение Коры в городке Гелос в Лаконике (Paus. III 20, 7).
- Статуя вооруженной Афродиты Урании на острове Кифера (Paus. III 23, 1).
- Статуя Аполлона с Делоса, позже перенесенная в область Бойев в Лаконике (Paus. III 23, 1.3.4).
- Статуи Артемиды Астратеи и Аполлона Амазония, воздвигнуты амазонками в области Пирриха в Лаконике (Paus. III 25, 3).
- Статуи Аполлона Карнейского в Левктрах в Лаконике (Paus. III 26, 5).
- Статуя Аполлона Корида (Хохлатого жаворонка) близ Короны в Мессении (Paus. IV 34, 7).
- Изображение Артемиды Лимнатиды, которое Превген похитил из Спарты и принёс в Месою в Ахайе (Paus. VII 20, 8).
- Статуя Геи Евристерны (Широкогрудой) в Гайосе в Ахайе (Paus. VII 25, 13).
- Статуя обнаженного Аполлона в Эгире (Ахайя). По предположению Павсания, работы Лафая из Флиунта (Paus. VII 26, 6).
- Изображение Деметры Мелайны у фигалейцев в Аркадии.

Богиня сидит на скале, во всем подобная женщине, кроме головы: голова и волосы на ней — лошадиные; к голове у неё приделаны изображения драконов и других диких животных. На ней надет хитон, спускающийся до самых пят; в одной руке у неё дельфин, в другой — горлица
. Погибло в огне в правление Сима, сына Фиала (IX в. до н. э.) (Paus. VIII 5, 8; 42, 4.5.7).
- Ксоан Артемиды Кедреатис, стоял в дупле большого кедра близ Орхомена в Аркадии (Paus. VIII 13, 2).
- Статуя Гермеса Килления из туи-можжевельника на горе Киллена в Аркадии (Paus. VIII 17, 2).
- Статуи Геры, Аполлона и Муз, перевезенные из Трапезунта в Мегалополь (Paus. VIII 31, 5)
- Мегалополь: внутри ограды святилища Великих богинь находился храм Афродиты. «Перед входом в него стоят древние деревянные статуи Геры, Аполлона и муз; говорят, они перевезены сюда из Трапезунта. Статуи же, находящиеся в храме, сделал Дамофонт: это вырезанный из дерева Гермес и деревянная статуя (ксоанон) Афродиты, только у неё руки, лицо и ступни ног сделаны из мрамора»[12].
- Изображения Афродиты, Аполлона и Афины в храме близ Ликосуры[13].
- Статуя Эвриномы, опутанная золотыми цепями, часть тела ниже бедер — как у рыбы, в Фигалии (Аркадия) (Paus. VIII 41, 6).
- Деревянный обрубок Геры, названный Дедалы. Дерево выбирает ворона (Paus. IX 3, 2.4.5).
- Статуя Афины Ареи в Платеях — деревянный позолоченный ксоан, лицо и пальцы рук и ног — из пентеликонского мрамора (Paus. IX 4, 1).
- В Платеях, в святилище Афины, называемом Арея. Статуя богини — деревянный позолоченный ксоанон, но лицо и пальцы рук и ног — из пентеликонского мрамора.[10]
- В Фивах были деревянные статуи Афродиты, столь древние, что, по преданиям, «они являются посвятительным даром Гармонии и что сделаны они из деревянных украшений, бывших на носу корабля Кадма». Этих Афродит называют — одну Уранией (Небесной), другую — Пандемос (Всенародной), а третью — Апострофией (Отвращающей) (Paus. IX 16, 3).[14]
- Статуя Афины в её храме, которую привезла Прокна из Афин к давлийцам (Paus. X 4, 9)[15].
- Дионис Фаллен — вытащенная из моря голова, сделанная из оливкового дерева, почиталась в Мефимне на Лесбосе (Paus. X 19, 3).
- Статуя Афины в Трое, к которой прижималась Кассандра (Paus. X 26, 3).
- Изваяние Немесиды в Смирне без крыльев (Paus. I 33, 7).
- Изображение Артемиды на острове Икария, в форме необработанного полена (Clem. Alex. Protr. 46, 3).

### В мифах
- Ксоан Геры, из грушевого дерева. Изготовлен мастером Аргосом.
- Ксоан Геры Самосской, сделанный Смилидом. Обрел человеческий облик при архонте Прокле.
- Ксоан Артемиды Мунихии в Сикионе, соорудили Скиллид и Дипен
- Ксоан Артемиды, привезенный из Тавриды Орестом и Пиладом

### Позолоченные или с добавлениями мрамора
- Страбон упоминает о том, что материалом мог быть не только древесина, но и слоновая кость.
- Изображения Диониса Лисия и Диониса Вакха, у которых всё покрыто позолотой, кроме лиц, а лица окрашены красной краской (Paus. II 2, 6) в Коринфе. Сделаны из того дерева, на которое забрался Пенфей.
- Деревянная, большей частью вызолоченная статуя Артемиды в Стимфале (Paus. VIII 22, 7).
- В Коринфе — статуя Афины из дерева, а лицо, руки и ступни ног — из белого мрамора (Paus. II 4, 1)
- Деревянные изображения харит в позолоченной одежде, а лицо, руки и ноги — из белого мрамора, в святилище в Элее (Paus. VI 24, 6).
- В Элее — деревянное позолоченное изображение Тихи, а лицо и конечности рук и ног — из белого мрамора (Paus. VI 25, 4).
- Деревянная статуя Илифии, лицо и конечности рук и ног — из пентеликонского мрамора, в Эгионе (Ахайя) (Paus. VII 23, 5).
- Статуи Гермеса и Афродиты, у неё руки, лицо и ступни ног из мрамора — работы Дамофонта в Мегалополе (Paus. VIII 31, 6).
- Статуя Афины Ареи в Платеях — деревянный позолоченный ксоан, лицо и пальцы рук и ног — из пентеликонского мрамора (Paus. IX 4, 1).

## Почитание ксоанов
Ксоаны изготавливались не в качестве объекта поклонения, или же изображения бога, а чтобы стать вместилищем божественного духа, который поселялся в них. К примеру, троянский конь, согласно ложной информации, пущенной данайцами, был населен присутствием Афины, и завезя его в город, троянцы приобрели бы значимый сакральный предмет (что было особенно важно для них с учётом потери похищенного ахейцами палладиума Афины).
Теория некоторых исследователей (Botticher) гласит, что раннее почитание богов греками было основано на культах деревьев (так как на монетах некоторых регионов боги показаны сидящими на ветвях). Если это правда, то возможно греки верили, что дерево могло быть использоваться как средство связи с богами (чему есть некоторые свидетельства).

### Праздник «Дедалы»
В Платеях был праздник, называемый «Дедалы». Он был учрежден в честь следующего события: как-то Гера, рассердившись на Зевса, удалилась на Эвбею. Зевс никак не мог вернуть рассерженную жену, и обратился за советом к Киферону, царю Платей, который считался тогда наиболее мудрым. «И вот он велел Зевсу сделать деревянное изображение и, закрыв его одеждой и покрывалом, везти на паре быков и говорить, будто он везет себе в жены Платею, дочь Асопа. Зевс поступил по совету Киферона. Как только Гера услыхала об этом, она немедленно явилась сюда. Когда же она приблизилась к повозке и сорвала со статуи одежду, она обрадовалась этому обману, найдя деревянный обрубок (ксоанон) вместо живой невесты, и помирилась с Зевсом». Праздник в честь этого события, Малые Дедалы, справлялся примерно раз в 7 лет:

Этот праздник справляется так. Недалеко от Алалкомен есть густой дубовый лес. Там растут самые большие во всей Беотии стволы дубов. В этот лес приходят платейцы и раскладывают куски варёного мяса. На остальных птиц они не обращают никакого внимания, но за воронами — а они обычно сюда прилетают — они следят очень внимательно; и когда одна из этих птиц схватит кусок мяса, они смотрят, на какое дерево она сядет. И то дерево, на которое она сядет, они срубают и делают из него дедал; дедалом и ксоаном они одинаково называют деревянное изображение.— Павсаний. Описание Эллады. IX, 3, 3—4
А праздник Больших Дедал вместе с платейцами справляли все беотийцы. Происходил он раз в 60 лет, и на нем сжигались дедалы (ксоаны) накопленные за несколько прошедших Малых Дедал:

Украсив изображение, <они доставляют его> к реке Асопу и, поставив на повозку, сажают туда и дружку невесты. А затем они двигаются с повозками от реки на самую вершину Киферона. На вершине этой горы у них сооружен жертвенник. Города и их уполномоченные — каждый за свой город — приносят в жертву Гере корову и быка Зевсу и сжигают эти жертвы на алтаре, наполнив их вином и фимиамом, а вместе с ними и дедалы; из частных лиц, богатые приносят то же, что и города, а менее богатым можно приносить жертвы из мелких животных. Вместе с этими жертвами огонь охватывает и самый жертвенник и его уничтожает.— Павсаний. Описание Эллады. IX, 3, 7—8

### ПраздникДионисии
В Аттике во до Дионисий происходило следующее: «церемония, происходившая до начала собственно праздника, когда древнее примитивное изображение бога из дерева (ксоанон) переносили из святилища в Афинах в небольшой храм, находившийся в роще Академа (одного из мифологических царей Аттики), вне городских стен, по дороге в Элевтеры (Paus. I.29.2). Статуя оставалась здесь несколько дней, в течение которых совершались жертвоприношения и исполнялись хвалебные гимны в честь Диониса и затем возвращалась в Афины. Полагают, что её переносили эфебы».